# Manassas Park

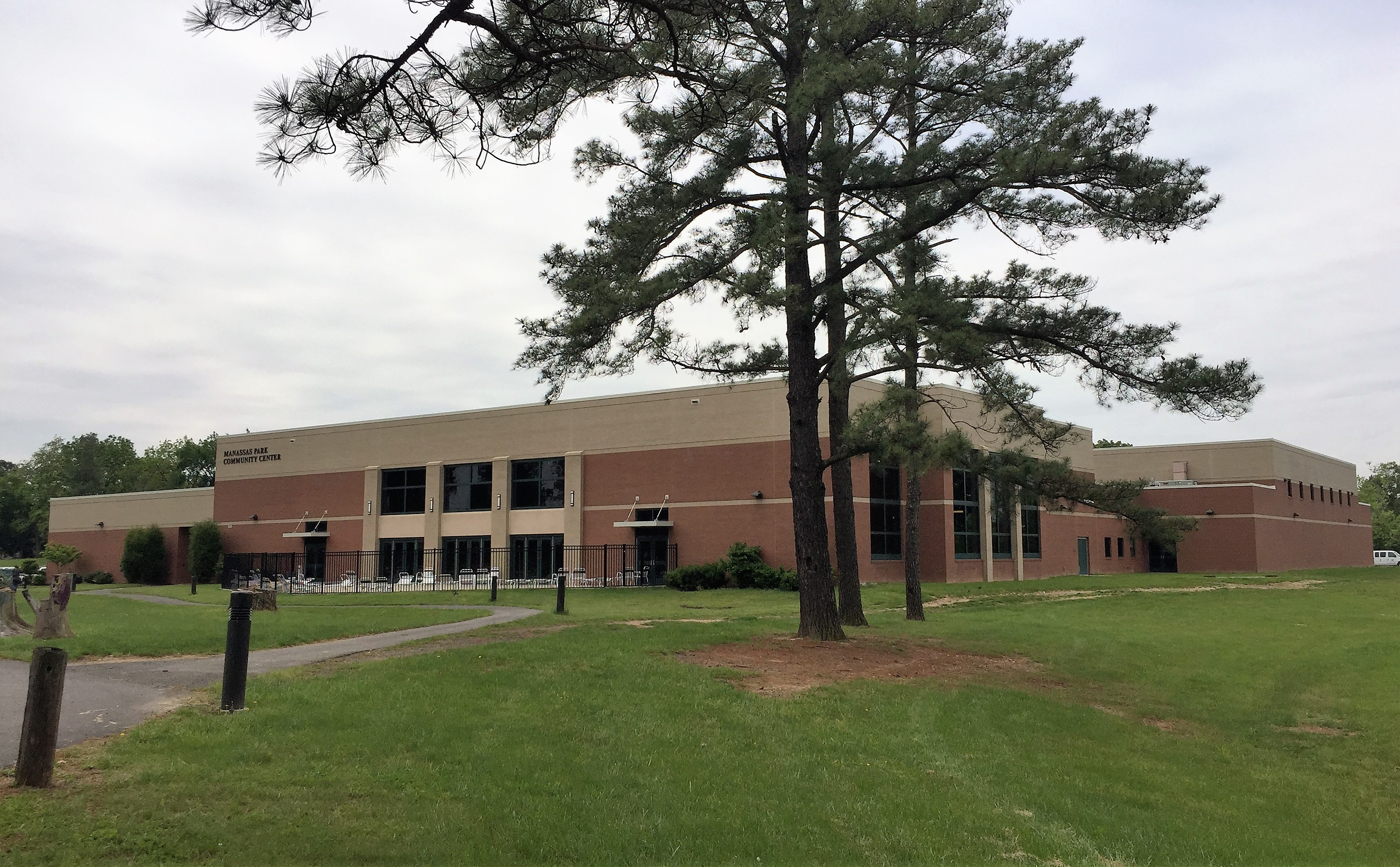
Manassas Park – Gemeindezentrum

Manassas Park ist eine unabhängige Stadt in Virginia, USA. Das U.S. Census Bureau hat bei der Volkszählung 2020 eine Einwohnerzahl von 17.219 ermittelt. Obwohl sie offiziell unabhängig ist, wird sie meistens ebenso wie die unabhängige Stadt Manassas zum Prince William County gezählt.

## Geographie
Die Stadt hat eine Fläche von 6,4 km², davon ist fast alles Land.